# Австрийска библиотека „Елиас Канети“
Австрийска библиотека „Елиас Канети“ в Русе е открита по повод 100-годишнината от смъртта на Елиас Канети, Нобелов лауреат по литература, през 2005 г.
Тя е под ръководството на Международно дружество „Елиас Канети“ и се подпомага от Университетската библиотека на Русенския университет „Ангел Кънчев“.
Библиотечният фонд включва около 4500 тома. По-голямата част от тях са свързани с австрийската литература, история, култура и изкуство.
Освен като библиотека, тя функционира и като австрийски и немскоезичен център. В нея се провеждат езикови курсове и различни културни събития.